# 그롤로

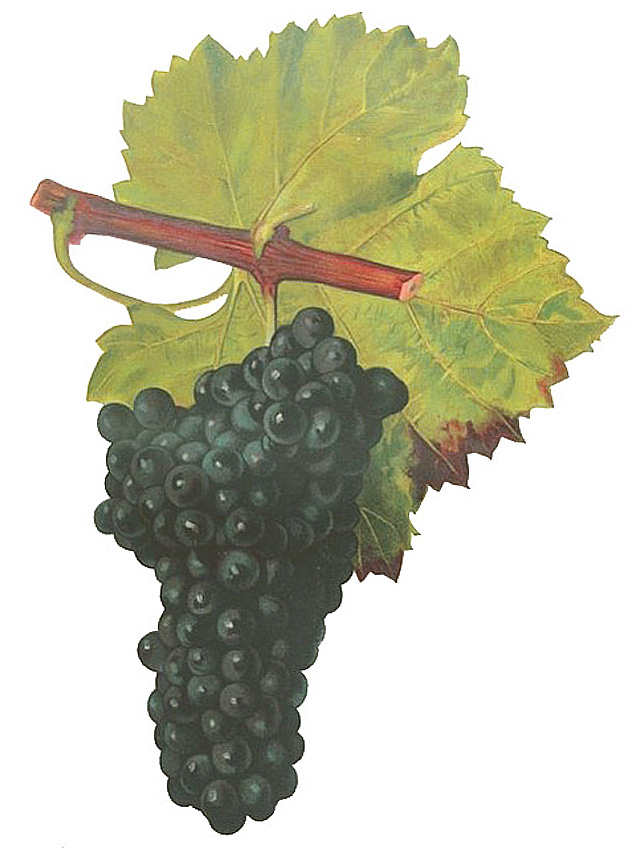

그롤로(Grolleau) 또는 그롤로 누아(Grolleau noir)는 주로 프랑스 루아르 계곡에서 재배되는 프랑스 레드 와인 포도 품종이다. 이름은 "까마귀"를 의미하는 프랑스어 grolle에서 유래되었으며 그롤로 포도나무의 짙은 검은 열매를 반영한다고 한다. 포도는 특히 앙주(Anjou) 지역에서 가장 일반적으로 로제 와인으로 만들어진다. 그롤로 와인은 알코올 함량이 낮고 산도가 상대적으로 높은 경향이 있다.

## 지역
그롤로 포도나무는 주로 루아르 중부 지역에서 발견되며 앙주, 투렌 및 소뮈르 AOC의 로제 AOC(Appellation d'origin contrôlée)에 허용된 포도 품종이다. 이 포도는 로제 와인으로만 제한되며 AOC 규정에 따라 이 지역의 레드 블렌드에는 허용되지 않는다. 또한 Cremant de Loire, 앙주 AOC 및 소뮈르 AOC의 스파클링 와인 성분으로도 허용된다.